# Ордовка (Харьковская область)
Ордовка, в 19 веке Ордын хутор (укр. Ордівка) — село,
Ордовский сельский совет,
Нововодолажский район,
Харьковская область, Украина.
Код КОАТУУ — 6324283001. Население по переписи 2001 года составляет 113 (60/53 м/ж) человек.
Является административным центром Ордовского сельского совета, в который, кроме того, в настоящий момент входят сёла
Новая Мерефа и
Щебетуны.

## Географическое положение
Село Ордовка находится на расстоянии в 1 км от реки Джгун в Котовой балке (балке Малый Джгун) на левом (западном) её берегу.
Примыкает к селу Новая Мерефа.
По селу протекает пересыхающий Котов ручей (Малый Джгун), левый приток Джгун (река), с запрудами.

## История
- 18 век — дата основания хутора Ордын.[4]
- В середине 19 века хутор Котенков[2] назывался хутором Усиковым.[9]
- В середине 19 века Булахи[3] назывались хутором Червоным.[10]
- В 1940 году, перед ВОВ, на хуторе Ордовка были 49 дворов, школа, ветряная мельница и сельсовет.[8]
- Во время ВОВ в боях за стратегическую господствующую высоту 192,4 на хуторе Булахи погибло весьма большое количество советских воинов; известны имена восьмисот из них.
- После ВОВ находившийся западнее хутор Сыровцы (бывший Триполкин)[11] был включён в состав Ордовки.
- Между 1967 и 1976 в Булахах был построен мемориальный комплекс «Курган Бессмертия и Славы».

## Экономика
- Садовое товарищество «Гидравлик».
- Малое частное предприятие «Овен».

## Объекты социальной сферы
- Детский сад.Официальная страница
- Ордовский фельдшерско-акушерский пункт.
- Дом культуры.

## Достопримечательности
- Братская могила советских воинов. Похоронено 204 воина
- Возле бывшего хутора Булахи — Братская могила советских воинов. Похоронено 806 воинов.
- Возле бывшего хутора Булахи — Памятник советским воинам-освободителям. 1943 г.
- Возле бывшего хутора Булахи — Памятник медсёстрам, расстрелянным фашистами. 1943 г.
- Братская могила советских воинов. Похоронено 300 воинов.
- Памятник Малышеву В. Ф. — Герою Советского Союза.